# Joia (revista)
Joia o Joia: poesia, escultura, música, ... fou una revista mensual fundada a Badalona el 1928 dirigida pel poeta Ramon de Curell que va desaparèixer l'octubre del mateix any. La periodicitat fou mensual -hi ha, però, dos números dobles- i el seu format era 250x210 cm. Tracta temes de pintura, escultura, decoració, modes, cinema, arquitectura, música i també força temes de literatura, tot i que no és estrictament una revista literària. Segons exposa García Pons, la redacció de la revista es trobava al carrer Prim 60-62 de la vila de Badalona, adreça en què era situada la impremta Herma A.G.

## Història

### Intencions i objectius
El poeta Ramon de Curell funda la revista Joia el març del 1928 i fou una revista ambiciosa. Fou distribuïda arreu de Catalunya i, tant des del punt de vista de la presentació (tipografia, tipus de paper, ús de fotografies) com des del punt de vista del contingut -sobretot pel que fa a la literatura-, és una revista que depassa clarament una empresa local d'aficionats. Tanmateix, l'interès de la revista des de l'òptica literària se centra en la presència habitual de col·laboradors il·lustres. Entre els que destaquen en el camp literari trobem Xavier Benguerel i Sebastià Sánchez-Juan. A banda de les aportacions d'aquests, trobem una col·laboració crítica d'Octavi Saltor intitulada «Un ressò secular» (núm. 5), uns «Epigrames a la manera de La Fontaine» (núms. 3-4), interpretats per López-Picó, el conte «Les aranyes de colors» d'Agustí Esclasans (núms. 3-4), dedicat, per cert, a Sánchez-Juan, dos textos de Torres-García, «L'esclau i l'home lliure» i «Actes» (núm. 2), el poema «Jo i el món» de Josep Lleonart (núm. 6) i la traducció del sonet CXL de Shakespeare, feta per Carme Montoriol (núm. 1). Benguerel explica que molts dimecres se celebraven, de set a nou, unes vetllades literàries i musicals al taller de l'arquitecte-poeta Ramon Sastre a l'àtic del número 78 del Passeig de Gràcia. Aquestes vetllades no deixaven de ser reunions de societat amanides, però, amb intervencions artístiques ben notables.
Diu Benguerel: «Un cop d'ull als programes donaria idea de la categoria d'aquelles vetllades que, a vegades, arribaven a fer insuficient el taller.» (Xavier Benguerel, Memòries..., o.c., pàg. 173). Entre els mantenidors més assidus, Benguerel cita Pere Vallribera, Joaquim Homs, Enric Roig i la seva dona, Carme Montoriol, Pilar Rufí, les germanes Bracons, Sebastià Sánchez-Juan, Josep Palau, Plàcid Vidal, Joaquim Biosca, Rafael Barradas, Pere Créixams, Torres-García, Artur Perucho, Anna March d'Estelrich, els germans Jou, Josepa Mainadé i Josep Comellas, entre d'altres.
La revista Joia va sortir d'aquest cercle:
«A les acaballes de 1927, sota la direcció d'en Ramon Sastre, s'hi organitzà la publicació de la revista "Joia" que, "Herma, S.A.", de Badalona, s'encarregà d'editar amb la idea que una revista ben impresa, ben il·lustrada i ben escrita, obriria les portes de les cases més acreditades.» Xavier Benguerel, Memòries (1905-1940), Madrid-Barcelona: Alfaguara, 1971
Es tractava d'un magazín de cultura dirigit a un públic selecte. El subtítol de la revista era l'aforisme de John Keats «A thing of beauty is a joy for ever» (Alló precios és una joia per sempre) i pretenia ser la bandera de la publicació. Joia es presenta com una publicació no bel·ligerant. La pauta inicial del número 1 incideix una declaració de no violència. Afirma Ramon de Curell -és així com signa a la revista- que la publicació no pretén arribar a cap fita, que es troba al marge de qualsevol especulació.
«Res no podrà ésser eixorc si, en els nostres ulls, brilla l'intent pur de ponderació afectuosa, generador d'un entusiasme que sotmetríem, solament, a les lleis del ritme, sense la nosa d'aquell delit escrutador i destructiu que una crítica fiscal excessivament decantada al didactisme es creuria amb dret d'exercir.» Ramon de Curell, Joia núm. 1, març del 1928.
La presentació del número 1 es clou amb el poema «Joia», de Sebastià Sánchez-Juan.

### Col·laboradors i continguts
Les col·laboracions de Sebastià Sánchez-Juan en la revista són tres: la citada, «Himne a l'Esperit Sant», del llibre Constel·lacions (núm. 2), i la traducció del poema «A Cèlia», de Ben Jonson (7-8). Les aportacions de Xavier Benguerel són molt més abundants. Principalment Benguerel ressenya llibres per encàrrec de Ramon Sastre, però també hi publica dues traduccions i un poema i redacta alguna nota crítica. «A "Joia", amb una inconsciència que ara encara no em perdono, em vaig encarregar de la crítica de llibres per mandat del meu amic Ramon Sastre.», diu Xavier Berenguel a les seves memòries.
Els llibres que són ressenyats per Benguerel al llarg de la publicació són els següents. Al número 1: Jaume Agelet, La tarda oberta; Carles Riba, Sis Joans i Tomàs Roig i Llop, La noia de bronze. Al número 2, Guerau de Liost, Sàtires i Josep Lleonart, Dues conversacions i una mort. Al 3-4, Joan Arús, El dolç repòs; Carles Rahola, L'amor als llibres i els grans amics del llibre; F. Pujol i Algueró, Orientacions d'excursionisme; Josep Pla, Cartes de lluny i A. Moliné Gendrau, L'ofrena matinal. Al número 5, ressenya Vida interior d'un escriptor, de Joan Puig i Ferreter. Al 6 L'istiu al cor, de Joan Llongueras. Al 7-8 només fa una nota breu sobre Josep Maria de Sagarra. A més tradueix «La belle que voilà...», de Louis Hémon, (núms. 1 i 2), publica el poema «Sirena» al número 3-4 i tradueix l'elegia XVIII de Francis Jammes, al 7-8.
En parlar de La tarda oberta Benguerel considera que els experiments futuristes i dadaistes constitueixen una «exposició clausurada» perquè han estat una entremaliadura que hom assaja d'oblidar. Ara bé, de la mateixa manera es mostra contrari al decorativisme de la forma. I reclama, en fi, una poesia vital i gens epidèrmica. No vol poetes iconoclastes per sistema perquè ho considera ridícul; vol «poetes en llibertat (llibertat és mesura)». Aquesta postura coincideix amb l'orientació de la revista i del seu director. En algunes notes de la secció «Ens plau d'assenyalar...» llegim comentaris similars respecte de Gasch, Dalí i Montanyà i el seu Manifest groc (núm. 2) i respecte d'una conferència de Dalí (7-8). Conferència en la qual Dalí va pronunciar a la Sala Parés el 16 d'octubre amb el títol Art català relacionat amb el més recent de la jove intel·ligència. Al número 6, Ramon de Curell fa una nota editorial en què dona per clos un primer període de la revista. L'objectiu, a partir d'aleshores queda força clar: «Una revista com la nostra, aspira, a hores d'ara, a una perfecta normalitat d'acció i de reacció, i si això suposa en nosaltres una responsabilitat que ja no podria admetre la indulgència, també ens imposa tots els deures cívics que l'estat de floreixement editorials [sic] de Catalunya ha d'atorgar als escriptors i artistes.» Ramon de Curell, núm. 6, agost del 1928.
I amb aquesta nova etapa la revista obria la publicació de la «Biblioteca Joia», que s'inaugurava amb el tercer llibre de poemes de Sebastià Sánchez-Juan, Elegies, un llibre que s'anuncia en el mateix número 6. És un intent de crear una editorial per publicar els llibres que sintonitzaven amb les preferències dels redactors. Evidentment aquesta nova etapa no anà massa lluny, ja que després del 6 només va sortir el número doble d'octubre.

### Desaparició
Es desconeix perquè desaparegué o dissolgué aquesta revista. Les principals teories apunten al fet que Joia no va ser una empresa de la categoria d'altres amb escàs públic. El grup del qual va sortir i el públic al qual anava dirigida condicionaren el contingut de la revista i la seva escassa presència en la societat catalana.

### Números
1. Núm. 1; març 1928
2. Núm. 2; abril 1928
3. Núm. 3; maig 1928
4. Núm. 4; juny 1928
5. Núm. 5; juliol 1928
6. Núm. 6; agost 1928
7. Núm. 7; setembre 1928
8. Núm. 8; octubre 1928 (edició doble)